# 但馬国府・国分寺館
豊岡市立歴史博物館 但馬国府・国分寺館（とよおかしりつれきしはくぶつかん たじまこくふ・こくぶんじかん）は、兵庫県豊岡市日高町にある歴史博物館である。

## 概要

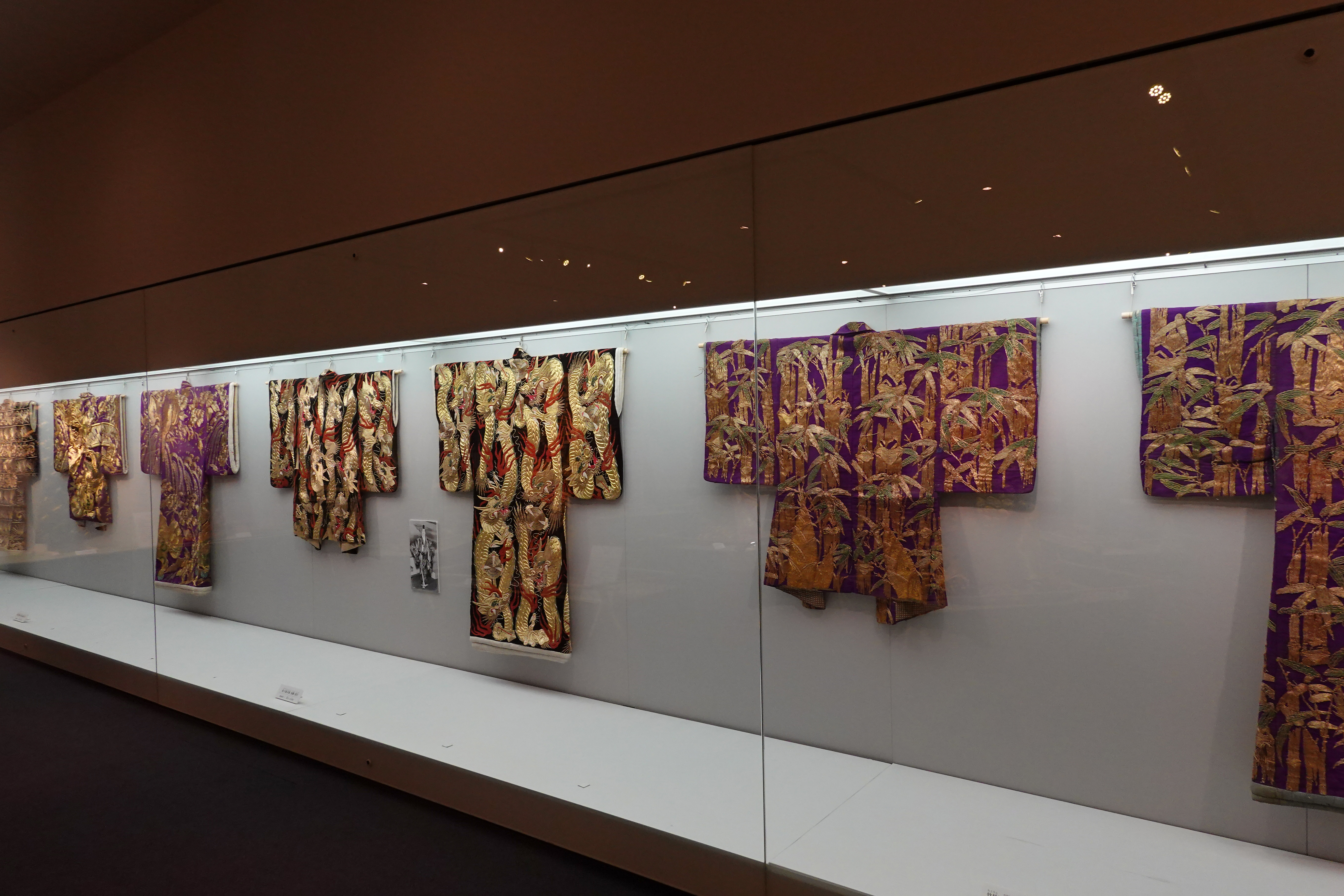
館内（企画展示室）

但馬国府・国分寺館は、古代但馬の中心地であったとされる国の史跡「但馬国分寺跡」（奈良時代）及び「但馬国府跡」（祢布ヶ森遺跡・平安時代）を主題とする歴史博物館である。
2005年（平成17年）3月に両遺跡に隣接する形で開館した。
両遺跡から出土した数多くの出土品や模型を展示し、但馬の歴史を紹介している。2015年（平成27年）4月、遺跡のみならず豊岡市の幅広い歴史を活かす施設をめざし、豊岡市立歴史博物館ー但馬国府・国分寺館ーへと名称変更した。
館内は主に常設展示室、企画展示室、総合学習室に分けられ、企画展示室では出土した木簡などを展示した企画展を年数回開催している。
総合学習室では5000冊を超える専門書籍をはじめ、古代衣装試着体験や土器作り、また本物の土器や石器に触れることができるなど但馬の歴史を体感しながら学習する事が出来る。
なお、建物の設計は植村直己冒険館を担った栗生明によるものである。
兵庫県博物館協会加盟館。全国歴史民俗系博物館協議会加盟館。博物館法に基づく兵庫県教育委員会登録博物館である。またひょうごっ子ココロンカードの対象施設になっている。指定管理者制度を採用せず、豊岡市の直営である。

## 建築概要
- 設計 - 栗生明
- 敷地面積 - 9,058.6平方メートル
- 建築面積 - 1,464.4平方メートル
- 延床面積 - 1,451.9平方メートル
- 構造 - 鉄骨造（一部木造）
- 供用開始 - 平成17（2005）年3月26日

## 交通アクセス
- JR山陰本線・江原駅下車、西へ800m（徒歩10分）

## 周辺
- 祢布ヶ森遺跡公園 - 徒歩3分
- 但馬国分寺跡 - 徒歩5分
- 神鍋高原